# 964 TCN
964 TCN là một năm trong lịch La Mã.